# Justicia aurea
Espèce
Classification phylogénétique
Justicia aurea est une espèce de plantes à fleurs de la famille des Acanthacées. C'est un arbuste originaire d'Amérique du Sud.

## Synonyme
- Jacobinia aurea